# Daryl Hall
Daryl Franklin Hohl, més conegut com a Daryl Hall (11 d'octubre de 1946) és un cantant estatunidenc de música rock, R&B i soul. També toca els teclats, la guitarra i és alhora compositor i productor. Sobretot se'l coneix com a fundador i vocalista principal del duo Hall & Oates (que formava amb John Oates). Moltes de les cançons de Hall van ser èxits famosos durant els anys 1970 i a principis dels 1980. Es considera que Hall és un dels millors cantants soul de la seva generació.